# Turnin Me On
Turnin Me On ist ein Song der US-amerikanischen Sängerin Keri Hilson mit Rapper Lil Wayne, veröffentlicht am 19. Dezember 2008 als dritte Single-Auskopplung aus dem Debütalbum In a Perfect World….

## Veröffentlichung
Turnin Me On wurde in den Vereinigten Staaten als dritte Single vom Album veröffentlicht. Produziert wurde das Lied von Danja und Polow da Don. Durch diese Single gelang Hilson an die Fronten mit den Fans von Beyoncé und Ciara da diese sich durch eine Textzeile angesprochen gefühlt haben. Hilson hat diese Gerüchte nie kommentiert. Die Resonanz fiel im Großen und Ganzen sehr positiv aus, einige Magazine verglichen das Lied mit Rihannas Umbrella und mit Beyoncés Ring The Alarm. Turnin Me On gelangen mehrere Auszeichnungen unter anderem Beste Zusammenarbeit bei den BET Awards 2009 und Bestes Lied des Jahres bei den Soul Train Music Awards 2009. Das Musikvideo zum Song wurde in Atlanta gedreht.

## Kommerzieller Erfolg

### Chartplatzierungen
| ChartsChartplatzierungen       | Höchstplatzierung | Wochen |
| ------------------------------ | ----------------- | ------ |
| Vereinigte Staaten (Billboard) | 15 (22 Wo.)       | 22     |

### Auszeichnungen für Musikverkäufe
| Land/Region               | Auszeichnungen für Musikverkäufe (Land/Region, Auszeichnung, Verkäufe) | Verkäufe |
| ------------------------- | ---------------------------------------------------------------------- | -------- |
| Vereinigte Staaten (RIAA) | Gold                                                                   | 500.000  |
| Insgesamt                 | 1× Gold ·                                                              | 500.000  |